# Chris Ovenden
Pas d'image ? Cliquez ici

a Compétitions nationales et continentales officielles uniquement.

b Matchs officiels uniquement.
Chris Ovenden, née le 7 novembre 1975, est une joueuse internationale écossaise de rugby à XV occupant le poste d'ailière.

## Biographie
Elle commence le rugby à XV en Nouvelle-Zélande pour l'université d'Otago puis pour la province d'Otago (1994-1998), Wellington en Championnat des provinces néo-zélandaises et au rugby à sept (2000-2003), et l'équipe des Wellington Maori (2000-2003). Elle a représenté Hawke's Bay et Poverty Bay en cross-country et en course à pied, elle a pratiqué le basket-ball pour Poverty Bay.
Elle joue en club pour Richmond FC (en).
En mars 2004, elle fait ses débuts internationaux avec l'équipe d'Écosse contre l'équipe d'Espagne.
En juillet 2006, elle fait partie de l'équipe qui se rend à Edmonton au Canada pour disputer la Coupe du monde.
En 2007, elle joue une rencontre de rugby à XIII avec l'Angleterre contre la France.

## Palmarès
- 25 sélections avec l'équipe d'Écosse entre 2004 et 2006[1].
- Participation à la Coupe du monde 2006.
- Participations au Tournoi des Six Nations.